# Варрард-Інлет 3
Варрард-Інлет 3 (англ. Burrard Inlet 3) — індіанська резервація в Канаді, у провінції Британська Колумбія, у межах регіонального округу Метро-Ванкувер.

## Населення
За даними перепису 2016 року, індіанська резервація нараховувала 1855 осіб, показавши зростання на 26,0%, порівняно з 2011-м роком. Середня густина населення становила 1 756 осіб/км².
З офіційних мов обидвома одночасно володіли 190 жителів, тільки англійською — 1 635, а 30 — жодною з них. Усього 360 осіб вважали рідною мовою не одну з офіційних, з них 5 — одну з корінних мов, а 5 — українську.
Працездатне населення становило 70,4% усього населення, рівень безробіття — 7,4%.
Середній дохід на особу становив $73 220 (медіана $42 880), при цьому для чоловіків — $108 606, а для жінок $45 003 (медіани — $46 891 та $39 392 відповідно).
26,8% мешканців мали закінчену шкільну освіту, не мали закінченої шкільної освіти — 9,8%, 63,4% мали післяшкільну освіту, з яких 44,7% мали диплом бакалавра, або вищий, 20 осіб мали вчений ступінь.
| Статево-вікова структура населення | Статево-вікова структура населення | Статево-вікова структура населення | Статево-вікова структура населення | Статево-вікова структура населення |
| ---------------------------------- | ---------------------------------- | ---------------------------------- | ---------------------------------- | ---------------------------------- |
|                                    |                                    |                                    |                                    |                                    |
| Всього                             | Всього                             | 44,6%55,4%                         |                                    |                                    |
| 0 — 14 років                       | 0 — 14 років                       |                                    | 12,1%                              | 12,1%                              |
| 15 — 64 років                      | 15 — 64 років                      |                                    | 72,2%                              | 72,2%                              |
| 65 і більше                        | 65 і більше                        |                                    | 15,6%                              | 15,6%                              |
| 85 і більше                        | 85 і більше                        |                                    | 0,5%                               | 0,5%                               |
| Середній вік (років)               | Середній вік (років)               | 42,843,5                           | 43,2                               | 43,2                               |
| Медіана (років)                    | Медіана (років)                    | 44,445,0                           | 44,8                               | 44,8                               |
| — чоловіки — жінки                 |                                    |                                    |                                    |                                    |

| Походження мешканців:     | Походження мешканців:     | Походження мешканців: | Походження мешканців: | Походження мешканців: |
| ------------------------- | ------------------------- | --------------------- | --------------------- | --------------------- |
| Походження                |                           |                       | осіб                  | %                     |
| Корінні американці        | Корінні американці        |                       | 375                   | 20.22%                |
| Інше північноамериканське | Інше північноамериканське |                       | 430                   | 23.18%                |
| Європейське               | Європейське               |                       | 1 275                 | 68.73%                |
| британське                | британське                |                       | 975                   | 52.56%                |
| французьке                | французьке                |                       | 120                   | 6.47%                 |
| українське                | українське                |                       | 60                    | 3.23%                 |
| Латинськоамериканське     | Латинськоамериканське     |                       | 85                    | 4.58%                 |
| Африканське               | Африканське               |                       | 35                    | 1.89%                 |
| Азійське                  | Азійське                  |                       | 320                   | 17.25%                |
| Океанійське               | Океанійське               |                       | 60                    | 3.23%                 |

## Клімат
Середня річна температура становить 9,5°C, середня максимальна – 20,2°C, а середня мінімальна – -2°C. Середня річна кількість опадів – 2 443 мм.
| Клімат поселення                              | Клімат поселення | Клімат поселення | Клімат поселення | Клімат поселення | Клімат поселення | Клімат поселення | Клімат поселення | Клімат поселення | Клімат поселення | Клімат поселення | Клімат поселення | Клімат поселення | Клімат поселення |
| Показник                                      | Січ.             | Лют.             | Бер.             | Квіт.            | Трав.            | Черв.            | Лип.             | Серп.            | Вер.             | Жовт.            | Лист.            | Груд.            |                  |
| Середній максимум, °C                         | 7,07             | 8,77             | 10,55            | 13,06            | 16,35            | 19,05            | 19,61            | 20,18            | 17,26            | 12,73            | 8,17             | 5,36             |                  |
| Середня температура, °C                       | 2,52             | 4,21             | 5,98             | 8,50             | 11,79            | 14,49            | 16,83            | 17,40            | 14,49            | 9,96             | 5,39             | 2,58             |                  |
| Середній мінімум, °C                          | −2,04            | −0,34            | 1,42             | 3,93             | 7,22             | 9,91             | 14,04            | 14,62            | 11,71            | 7,18             | 2,60             | −0,21            |                  |
| Норма опадів, мм                              | 341              | 234              | 224              | 185              | 134              | 107              | 68               | 71               | 96               | 253              | 414              | 316              |                  |
| Середньомісячна швидкість вітру, м/с          | 3.21             | 3.14             | 3.19             | 3.02             | 2.88             | 2.87             | 2.77             | 2.55             | 2.37             | 2.63             | 3.21             | 3.30             |                  |
| Середньомісячна сонячна радіація, кДж/м²·день | 3077             | 5949             | 9857             | 14900            | 18593            | 19923            | 21270            | 18192            | 13007            | 7041             | 3485             | 2436             |                  |
| --------------------------------------------- | ---------------- | ---------------- | ---------------- | ---------------- | ---------------- | ---------------- | ---------------- | ---------------- | ---------------- | ---------------- | ---------------- | ---------------- | ---------------- |
| Джерело:                                      |                  |                  |                  |                  |                  |                  |                  |                  |                  |                  |                  |                  |                  |